# Секерка (река)
Секерка (тат. Сәкел) — река в России, протекает по Зеленодольскому району Татарстане. В верховье протекает через овраг Баты-Иман-Тыбы. Река впадает слева в Свияжский залив Куйбышевского водохранилища, образованный рекой Свияга. Устье находится в 1,6 км от Волги. Длина реки — 23 км, площадь водосборного бассейна — 134 км².
Исток реки на границе Татарстана и Чувашии юго-восточнее деревни Тюрлема. Река течёт на восток, протекает сёла Малые Ширданы, Большие Ширданы, деревню Протопоповка. Впадает в Куйбышевское водохранилище у деревни Мизиново.

## Данные водного реестра
По данным государственного водного реестра России относится к Верхневолжскому бассейновому округу, водохозяйственный участок реки — Волга от Чебоксарского гидроузла до города Казань, без рек Свияга и Цивиль, речной подбассейн реки — Волга от впадения Оки до Куйбышевского водохранилища (без бассейна Суры). Речной бассейн реки — (Верхняя) Волга до Куйбышевского водохранилища (без бассейна Оки).
Код объекта в государственном водном реестре — 08010400712112100003160.